# Sales (Haute-Savoie)
Pour les articles homonymes, voir Sales.
Sales est une commune française, du pays de l'Albanais, située dans le département de la Haute-Savoie en région Auvergne-Rhône-Alpes.

## Géographie

### Localisation

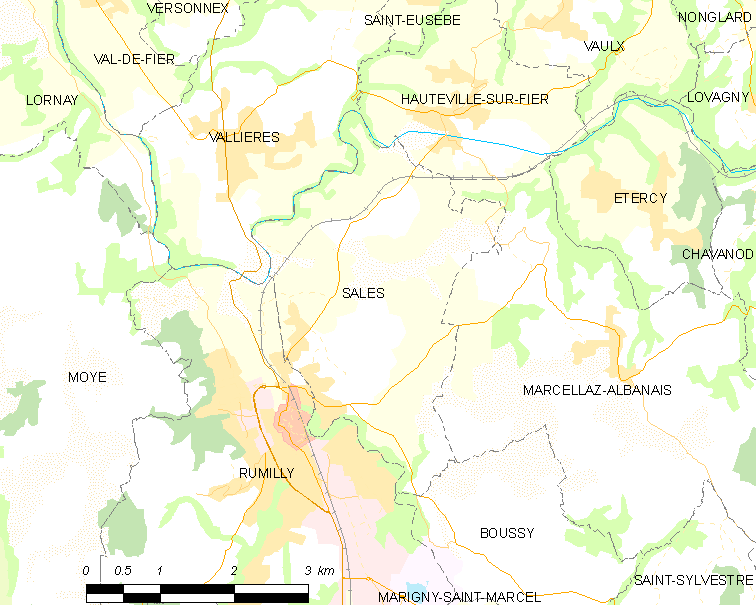
Territoire de Sales et les communes limitrophes.

La commune de Sales fait partie du pays de l'Albanais et du canton de Rumilly. Le Dictionnaire du Duché de Savoie (1840) décrit sa situation ainsi « Située en plaine, inclinée aux couchant et midi, dominant les bassins d'alentour, elle offre un séjour agréable ».
Le territoire de Sales est le lieu de confluence du Chéran avec le Fier.
Les hameaux et lieux-dits sont Beausoleil, Charvaz, Clarafond, Exuel, Germonex, les Molliats, le Mollard Haut, le Mollard  Bas, le Pessey, Tigny, le Cruet, Faramaz...

### Communes limitrophes
| Vallières | Hauteville-sur-Fier Vallières | Hauteville-sur-Fier Marcellaz-Albanais |
| Rumilly   | Sales                         | Marcellaz-Albanais                     |
| Rumilly   | Boussy Rumilly                | Marcellaz-Albanais                     |

## Urbanisme

### Typologie
Au 1er janvier 2024, Sales est catégorisée ceinture urbaine, selon la nouvelle grille communale de densité à sept niveaux définie par l'Insee en 2022.
Elle appartient à l'unité urbaine de Rumilly, une agglomération intra-départementale regroupant deux  communes, dont elle est une commune de la banlieue,,. Par ailleurs la commune fait partie de l'aire d'attraction d'Annecy, dont elle est une commune de la couronne,. Cette aire, qui regroupe 79 communes, est catégorisée dans les aires de 200 000 à moins de 700 000 habitants,.

### Occupation des sols
L'occupation des sols de la commune, telle qu'elle ressort de la base de données européenne d’occupation biophysique des sols Corine Land Cover (CLC), est marquée par l'importance des territoires agricoles (90,5 % en 2018), une proportion identique à celle de 1990 (90,5 %). La répartition détaillée en 2018 est la suivante : 
terres arables (45,4 %), zones agricoles hétérogènes (45 %), forêts (5,3 %), zones urbanisées (4,2 %), prairies (0,1 %).
L'IGN met par ailleurs à disposition un outil en ligne permettant de comparer l’évolution dans le temps de l’occupation des sols de la commune (ou de territoires à des échelles différentes). Plusieurs époques sont accessibles sous forme de cartes ou photos aériennes : la carte de Cassini (XVIIIe siècle), la carte d'état-major (1820-1866) et la période actuelle (1950 à aujourd'hui).

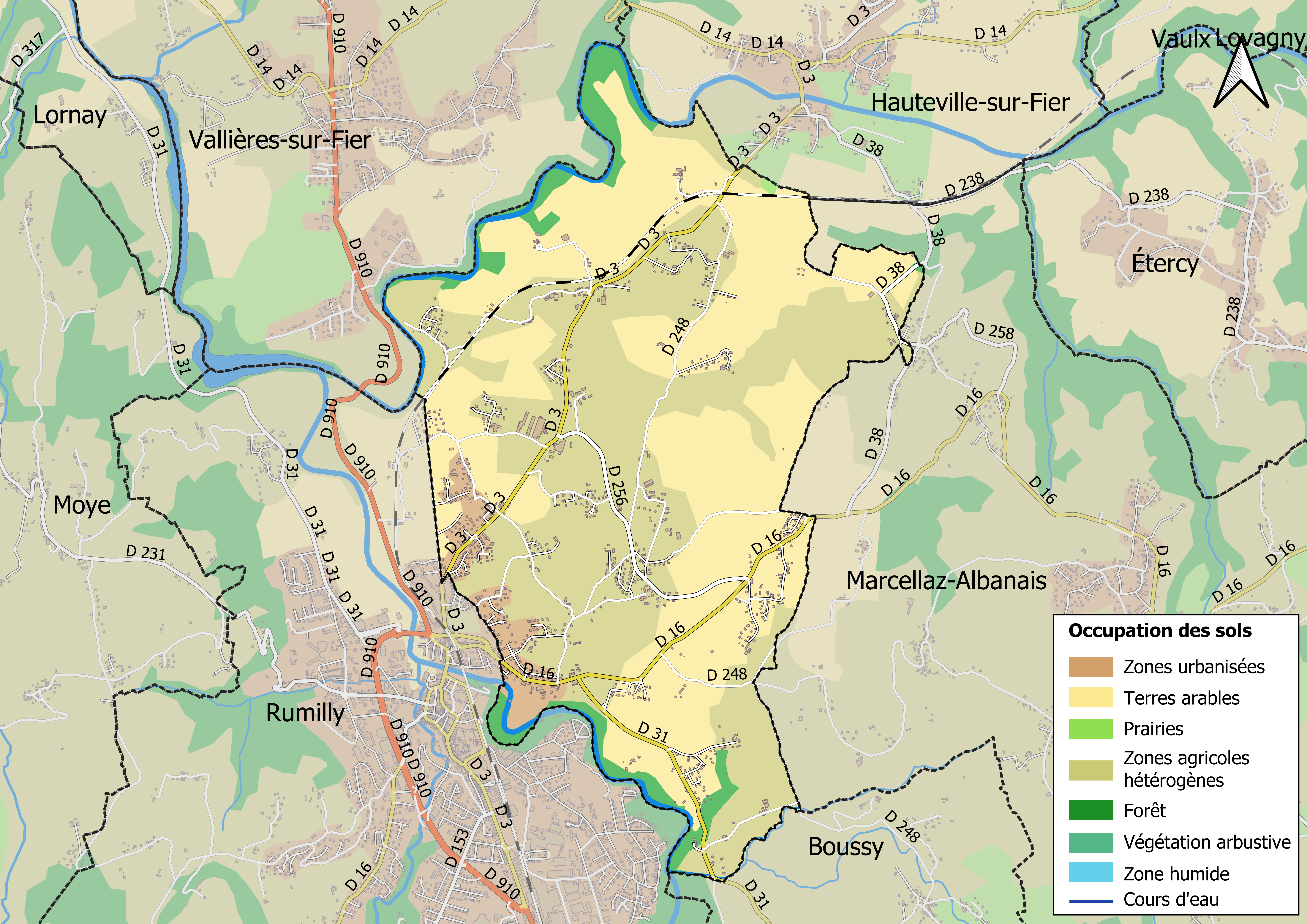
Carte des infrastructures et de l'occupation des sols en 2018 (CLC) de la commune.
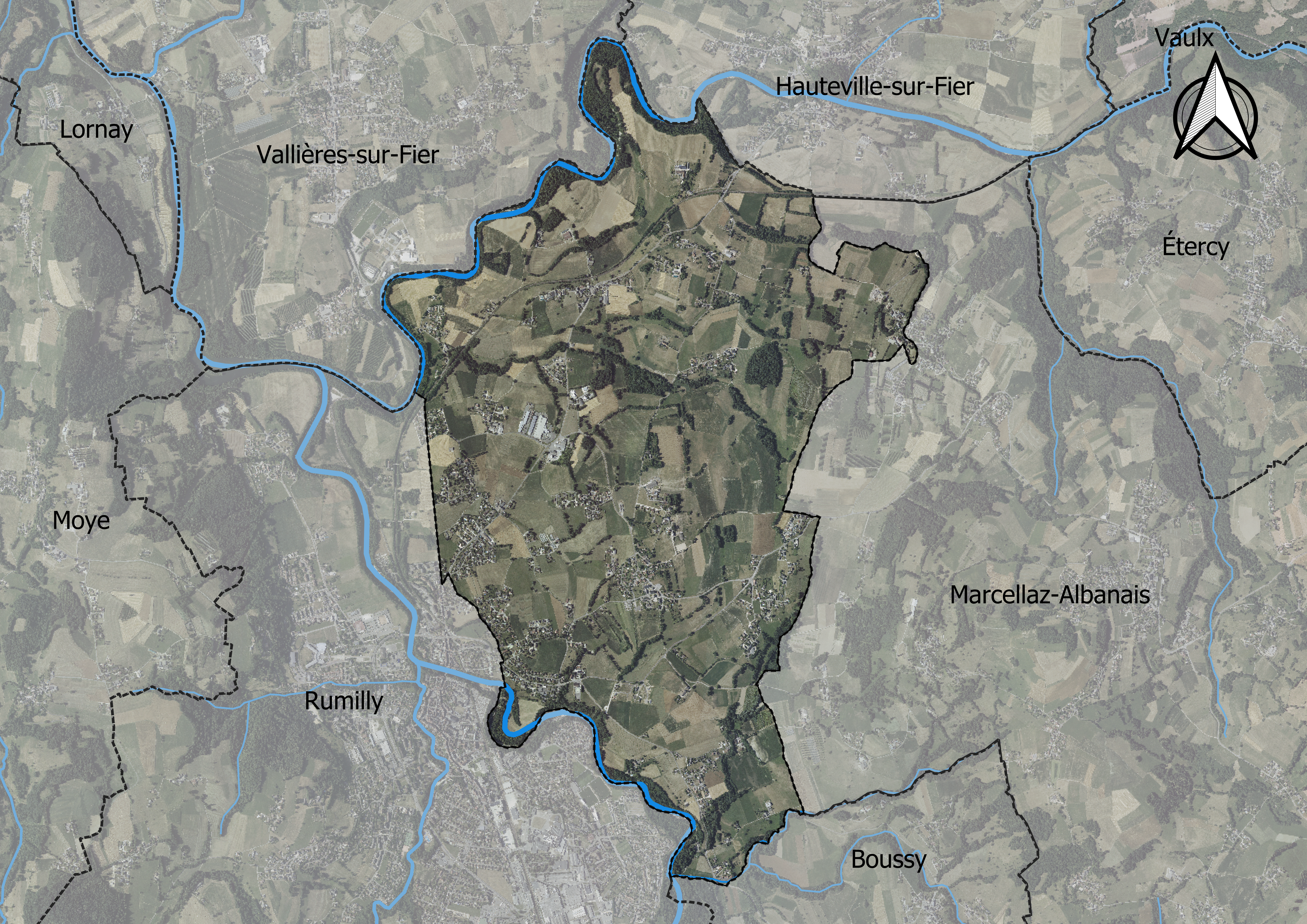
Carte orthophotogrammétrique de la commune.

## Toponymie
Dans les documents anciens, la forme rencontrée est Sala (Régeste genevois).
Le toponyme de Sales est un pluriel de Sala (germanique pour A. Gros), la salle (francoprovençal pour E. Nègre) qui désigne un palais, une résidence d'un seigneurs,.
En francoprovençal, le nom de la commune s'écrit Sâle, selon la graphie de Conflans.

## Histoire
Au Moyen Âge, Sales est le siège de plusieurs seigneuries. La maison forte de Sales est décrite en 1659 comme : « un lieu champêtre entouré de fossés hayes ou murs accomodé de plusieurs pièces comme jardin potagier, fruitier bois et garennes »,.
Le 10 novembre 1818, un édit détache du territoire de la commune de Sâles le hameau de Surchères et le Faubourg Saint Joseph qui seront rattachés à Rumilly.

## Politique et administration
| Période                                  | Période          | Identité         | Étiquette          | Qualité |
| ---------------------------------------- | ---------------- | ---------------- | ------------------ | --- |
| 1860                                     | 1870             | Joseph Ginet     |                    | Avocat. Attaché au Ministère de l'Intérieur sarde en 1826 puis sous-secrétaire et secrétaire au Ministère des Grâces et Justice à Turin. Député de Rumilly (1848-1849 et 1853-1860) |
| 1870                                     | 1874             | Pierre Jaccoud   |                    | |
| 1874                                     | 1876             | Jules de Gavand  |                    | Docteur en droit. Démissionne pour raisons de santé. |
| 1876                                     | 1878 (démission) | Antoine Bunoz    |                    | |
| 1878                                     | 1888             | Pierre Jaccoud   |                    | |
| 1888                                     | 1890             | François Decarre | réactionnaire      | Agriculteur. Démissionne pour raisons de santé. |
| 1890                                     | 1897             | Charles Janin    | républicain        | Agriculteur. Démissionne à la suite d'une grave crise municipale. |
| 1897                                     | 1907 (démission) | Joseph Picon     | républicain        | Agriculteur |
| 1907                                     | 1914 (décès)     | Joseph Pitollat  |                    | Agriculteur |
| 1914                                     | 1917 (démission) | Joseph Maillet   |                    | Maçon |
| 1917                                     | 1928             | François Maillet |                    | Charpentier. Démissionnaire en avril 1921 à la suite d'un différend à propos du monument aux morts.                                                                                 |
| 1928                                     | 1956             | Jean-Marie Picon | radical-socialiste | Agriculteur |
| 1956                                     | 1971             | Pétrus Chappel   |                    | Agriculteur. Président du syndicat agricole. |
| 1971                                     | 1989             | André Masson     |                    | Agriculteur. Président de la coopérative. Vice-président de la fédération des coopératives fruitières.                                                                              |
| 1989                                     | 1995             | Marcel Juget     |                    | Agriculteur |
| 1995                                     | 2020             | Pierre Blanc     |                    | Cadre commercial Président de la CC Rumilly Terre de Savoie (2008 → 2020) |
| 2020                                     | En cours         | Yohann Tranchant |                    | Chargé d'opérations 10e vice-président de la CC Rumilly Terre de Savoie (2020 → )                                                                                                   |
| Les données manquantes sont à compléter. |                  |                  |                    | |

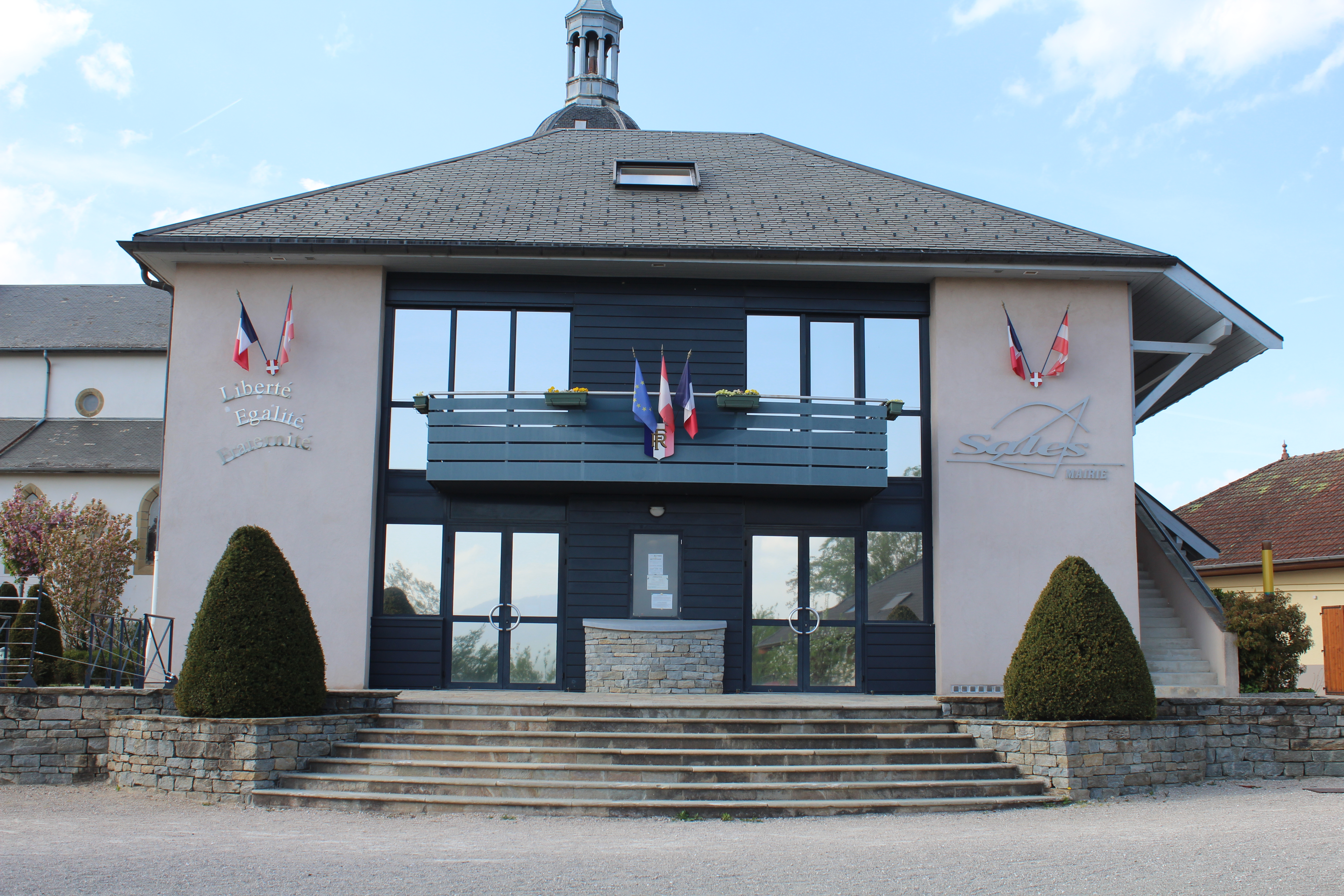
Mairie.

Elle fait partie de la communauté de communes Rumilly Terre de Savoie.

## Population et société
Ses habitants sont appelés les Salésien(ne)s.

### Démographie
L'évolution du nombre d'habitants est connue à travers les recensements de la population effectués dans la commune depuis 1793. Pour les communes de moins de 10 000 habitants, une enquête de recensement portant sur toute la population est réalisée tous les cinq ans, les populations de référence des années intermédiaires étant quant à elles estimées par interpolation ou extrapolation. Pour la commune, le premier recensement exhaustif entrant dans le cadre du nouveau dispositif a été réalisé en 2007.

En 2022, la commune comptait 2 267 habitants, en évolution de +17,46 % par rapport à 2016 (Haute-Savoie : +6,01 %, France hors Mayotte : +2,11 %).
| 1793 | 1800 | 1806 | 1822 | 1838 | 1848 | 1858 | 1861 | 1866 |
| ---- | ---- | ---- | ---- | ---- | ---- | ---- | ---- | ---- |
| 551  | 479  | 493  | 757  | 904  | 905  | 745  | 743  | 790  |

| 1872 | 1876 | 1881 | 1886 | 1891 | 1896 | 1901 | 1906 | 1911 |
| ---- | ---- | ---- | ---- | ---- | ---- | ---- | ---- | ---- |
| 776  | 769  | 749  | 835  | 749  | 753  | 737  | 672  | 663  |

| 1921 | 1926 | 1931 | 1936 | 1946 | 1954 | 1962 | 1968 | 1975 |
| ---- | ---- | ---- | ---- | ---- | ---- | ---- | ---- | ---- |
| 637  | 655  | 674  | 655  | 603  | 612  | 646  | 725  | 856  |

| 1982  | 1990  | 1999  | 2006  | 2007  | 2012  | 2017  | 2022  | - |
| ----- | ----- | ----- | ----- | ----- | ----- | ----- | ----- | - |
| 1 050 | 1 388 | 1 548 | 1 529 | 1 527 | 1 744 | 1 978 | 2 267 | - |

### Manifestations culturelles et festivités
Comité des fêtes de Sâles : Festi'Sâles.

## Économie
- Fruitière Verdannet (depuis 1904), fabrication de fromage. Fermée depuis 2011.
- Magasin de bricolage Bricopro ainsi qu'un garage automobile Point S et un magasin de vente et de location de tracteurs Chavanel.

## Culture et patrimoine

### Lieux et monuments

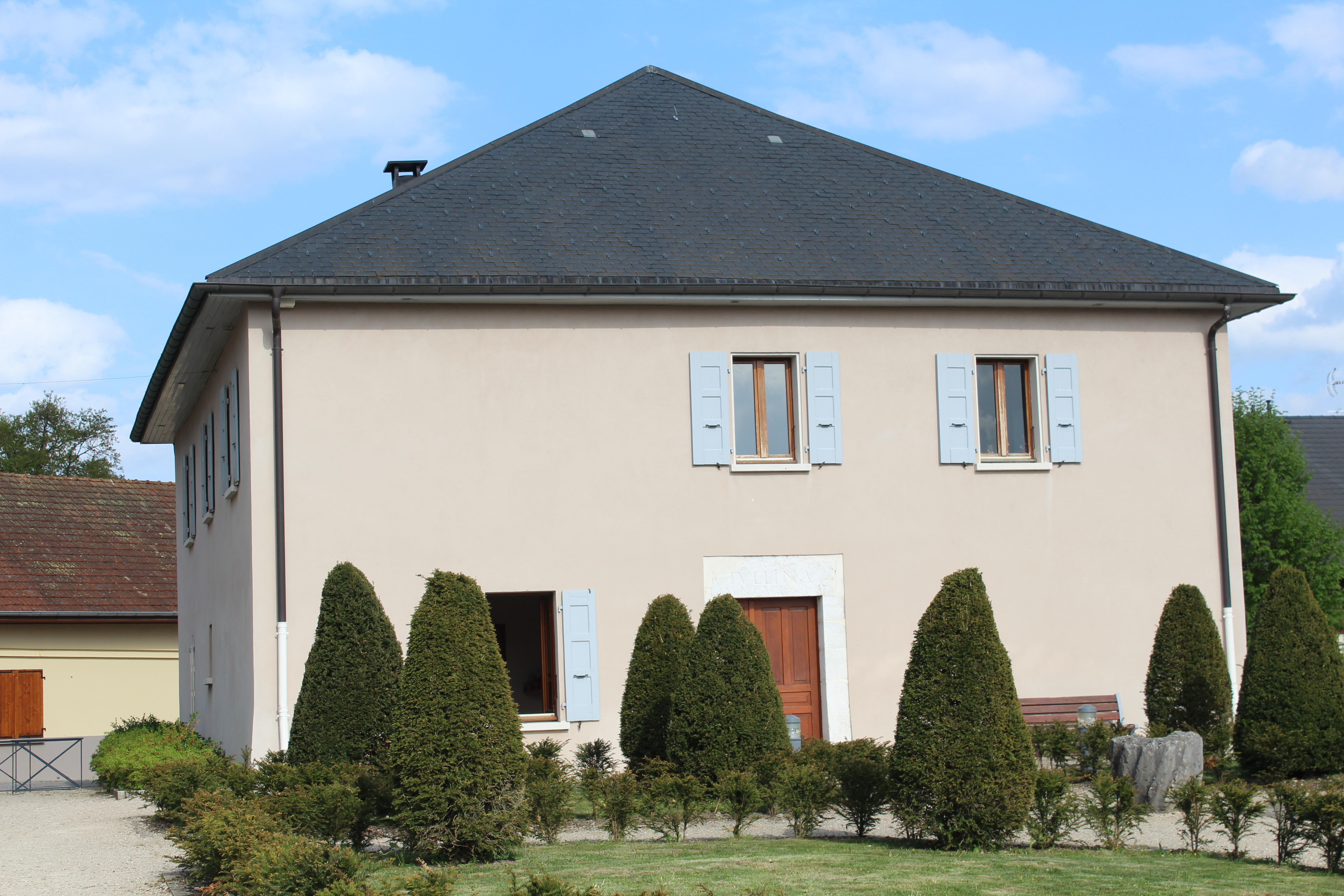
Façade de la mairie qui comporte la mention A IVLLINA FLAMINICA PROVINC. au-dessus de la porte.

La commune possède quelques vestiges de l’époque romaine.
- Inscription à l'état de fragment sur une pierre qui a 1,90 m de longueur et 0,37 m de hauteur et qui sert de couverture à l'une des portes du presbytère : ... A IVLLINA FLAMINICA PROVINC... La personne qu'elle rappelle, dont nous n'avons que le surnom : Iullina, son nom se trouvant emporté par la cassure de la pierre, était la femme du flamine de la province, c'est-à-dire du flamine d'Auguste de la province narbonnaise.
- Fragment d'inscription dédiée à un certain Sextius à qui on avait donné le nom de pater patriae et qui était un des magistrats de la province.
- Sarcophage aujourd'hui au lieu-dit Tigny.
- Un fût de colonne aujourd'hui au lieu-dit Tigny, trouvé au lieu-dit le Courbe en 1841.

On peut trouver l'emplacement ou la présence de châteaux et maisons fortes dans les différents hameaux. Sales possédait au XVIe siècle un fort, l'Annonciade (ham. Les Annonciades). Conçu pour le duc Emmanuel-Philibert de Savoie par Francesco Paciotto, afin de protéger Rumilly, en 1569, il est rasé par les troupes françaises lors des guerres franco-savoyardes en 1630. Un notable rumillien, M. Durhône, a édifié une demeure sur son emplacement avec certains matériaux du fort.
Le pont Coppet est un pont de pierre enjambant le Fier entre les communes de Sales et de Vallières. Construit en 1626 sur l'ancienne route de Chambéry à Genève, c'est l'un des plus anciens du département. Sa spécificité est d'être d'une seule arche en plein cintre. Sa longueur est de 35 mètres et sa largeur entre les parapets de 4,15 mètres. Il est aujourd'hui réservé à un usage uniquement piétonnier.
L'église paroissiale, dédiée à saint Pierre, est édifiée en 1864 et possède un chemin de croix de Jean Constant Demaison.

### Personnalités liées à la commune
- Joseph Ginet, natif de Rumilly (1801) et mort en 1872 sur la commune, avocat et homme politique du royaume de Sardaigne.